# Carducciite
La carducciite (simbolo IMA: Cdu) è un minerale del gruppo della sartorite appartenente alla famiglia dei "solfuri e solfosali" con composizione chimica (AgSb)Pb6(As,Sb)8S20.

## Etimologia e storia
La carducciite prende il nome dalla sua località tipo, l'italiana Valdicastello (anche Valdicastello-Carducci), frazione di Pietrasanta (provincia di Lucca, Toscana).
Il campione tipo è conservato presso il museo di storia naturale dell'Università di Pisa con il numero di catalogo 19646.

## Classificazione
Essendo stata approvata dall'Associazione Mineralogica Internazionale (IMA) come specie minerale indipendente nel 2013, la carducciite non è presente nella classica nona edizione della sistematica dei minerali di Strunz, che è stata aggiornata dall'IMA fino al 2009.
Il minerale è però elencato nell'edizione successiva, proseguita dal database "mindat.org" e chiamata Classificazione Strunz-mindat, dove la carducciite è presente nella classe "2. Solfuri e solfosali (solfuri, seleniuri, tellururi; arseniuri, antimoniuri, bismuturi; solfoarseniuri, solfoantimonuri, solfobismuturi, ecc.)" e nella sottoclasse "2.H Solfosali di archetipo SnS"; questa viene suddivisa in base all'eventuale presenza di certi metalli nel composto, in modo che la carducciite possa essere trovata nella sezione "2.HB Con Cu, Ag, Fe, Sn e Pb" dove insieme a barikaite, interliveingite, reckibachite e sardashtite forma il sistema nº 2.HB.
Anche nella Sistematica dei lapis (Lapis-Systematik) di Stefan Weiß la carducciite è elencata nella classe dei "solfuri e solfosali" e da lì nella sottoclasse dei "solfosali (S : As,Sb,Bi = x)" dove si trova nella sezione dei "solfosali di piombo con As/Sb (x= 2,3 - 1,8)"; qui forma il sistema nº 	
II/E.25 insieme ad argentoliveingite, barikaite, decatriasartorite, endecasartorite, enneasartorite, eptasartorite, guettardite, hyršlite, incomsartorite, liveingite, marumoite, polloneite, rathite, sartorite e twinnite.

## Abito cristallino
La carducciite cristallizza nel sistema monoclino con il gruppo spaziale P21/c (gruppo nº 14) con i parametri reticolari a = 8,4909(3) Å, b = 8,0227(3) Å, c = 25,3957(9) Å e β = 100,382(2)°, oltre a 2 unità di formula per cella unitaria.

## Origine e giacitura
La carducciite è stata trovata nelle vene di barite-pirite-(piombo-argento-zinco) in una sequenza metavulcanico-metasedimentaria metamorfosata in facies di scisti verdi; qui è in paragenesi con barite, pirite, sterryite, sfalerite e twinnite.
La carducciite è un minerale rarissimo ed è stato trovato solo nella sua località tipo, la miniera "Pollone" a Valdicastello Carducci, frazione di Pietrasanta, in Toscana (Provincia di Lucca).

## Forma in cui si presenta in natura
La carducciite si presenta come cristalli prismatici di dimensioni fino a 0,5 mm, striati parallelamente all'allungamento. Il minerale ha sia colore che striscio nero e la lucentezza metallica.